# Жоан Гомес Жуніор
Жоан Гомес Жуніор (порт. João Gomes Júnior, 21 січня 1986) — бразильський плавець.
Учасник Олімпійських Ігор 2016 року.
Призер Чемпіонату світу з водних видів спорту 2017, 2019 років.
Призер Пантихоокеанського чемпіонату з плавання 2018 року.
Переможець Панамериканських ігор 2019 року.
Призер Південнамериканських ігор 2010 року.
Призер літньої Універсіади 2011 року.